# Peter Del Vecho

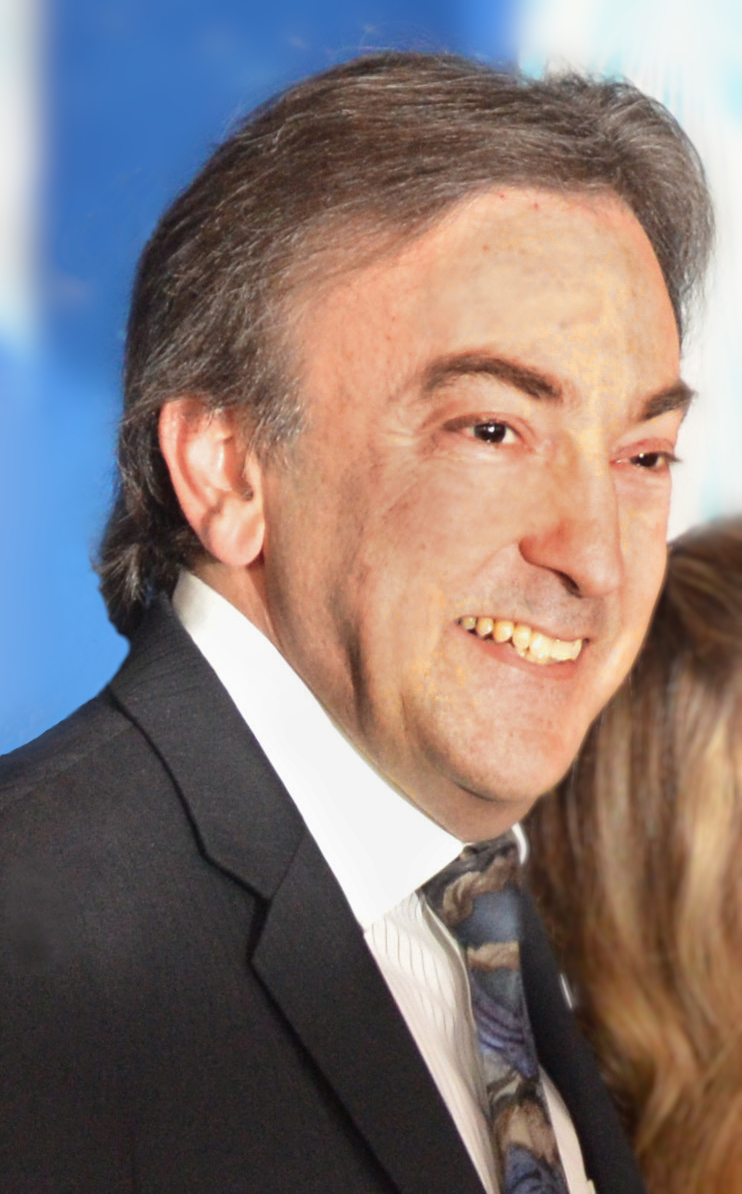
Peter Del Vecho bei der Premiere des Films Frozen (2013)

Peter Del Vecho (* 18. April 1966 in Boston, Massachusetts) ist ein US-amerikanischer Filmproduzent, Produktionsmanager und Oscarpreisträger.

## Leben
Del Vecho studierte Theaterproduktion an der Boston University und schloss mit einem Bachelor of Fine Arts ab. Nachdem Del Vecho neun Jahre lang bei zahlreichen Theatern in New York City und an der Ostküste gearbeitet hatte, trat er schließlich dem Guthrie Theater in Minneapolis bei, bevor er es 1995 als Associate Producing Director in Richtung Walt Disney Animation Studios verließ. Für den Film Küss den Frosch war Del Vecho auch als Synchronsprecher tätig. Sein bisher erfolgreichstes Werk war der Film Die Eiskönigin – Völlig unverfroren, für den er 2014 gemeinsam mit Chris Buck und Jennifer Lee mit dem Oscar für den besten animierten Spielfilm ausgezeichnet wurde.
Del Vecho ist verheiratet und Vater von Zwillingen. Er besitzt einen Pilotenschein für Leichtflugzeuge und fliegt sein eigenes Ultraleichtflugzeug in und rund um Los Angeles.

## Filmografie (Auswahl)
Als Produzent
- 2002: Der Schatzplanet (Treasure Planet)
- 2005: Himmel und Huhn (Chicken Little)
- 2009: Küss den Frosch (The Princess and the Frog)
- 2011: Winnie Puuh (Winnie the Pooh)
- 2013: Die Eiskönigin – Völlig unverfroren (Frozen)
- 2019: Die Eiskönigin II (Frozen II)
- 2020: Es war einmal ein Schneemann (Once Upon a Snowman) (Kurzfilm)
- 2021: Raya und der letzte Drache (Raya and the Last Dragon)
- 2023: Wish

Als Produktionsmanager
- 1997: Hercules
- 2000: Ein Königreich für ein Lama (The Emperor's New Groove)
- 2001: Atlantis – Das Geheimnis der verlorenen Stadt (Atlantis: The Lost Empire)

Als Synchronsprecher
- 2009: Küss den Frosch (The Princess and the Frog)

## Auszeichnungen
- 2010: Nominierung für den Black Reel Award in der Kategorie Bester Film für Küss den Frosch
- 2010: Nominierung für den Producers Guild of America Award in der Kategorie Bester Produzent eines Animationsfilms für Küss den Frosch
- 2014: Visual Effects Society Award in der Kategorie Beste Animation in einem Animationsfilm für Die Eiskönigin – Völlig unverfroren
- 2014: Producers Guild of America Award in der Kategorie Bester Produzent eines Animationsfilms für Die Eiskönigin – Völlig unverfroren
- 2014: Oscar in der Kategorie Bester animierter Spielfilm für Die Eiskönigin – Völlig unverfroren
- 2020: Nominierung für den British Academy Film Award in der Kategorie Bester animierter Spielfilm für Die Eiskönigin II
- 2020: Nominierung für den Visual Effects Society Award in der Kategorie Beste visuelle Effekte in einem Animationsfilm für Die Eiskönigin II
- 2020: Nominierung für den Producers Guild of America Award in der Kategorie Bester Produzent eines Animationsfilms für Die Eiskönigin II
- 2021: Nominierung für den Emmy in der Kategorie Outstanding Short Form Animated Program für Es war einmal ein Schneemann
- 2022: Nominierung für den Oscar in der Kategorie Bester animierter Spielfilm für Raya und der letzte Drache
- 2022: Nominierung für den Producers Guild of America Award in der Kategorie Bester Produzent eines Animationsfilms für Raya und der letzte Drache